# Мауно Койвісто
Ма́уно Ге́нрік Ко́йвісто (фін. Mauno Henrik Koivisto; 25 листопада 1923 — 12 травня 2017) — фінський державний і політичний діяч, 9-й президент Фінляндії.

## Біографія
Народився в місті Турку в сім'ї моряка. Під час зимової війни (1939—1940) працював у пожежній охороні, під час продовження війни (1941—1944) служив в армії під керівництвом Лаурі Терні. За званням Мауно Койвісто молодший сержант.

## Політичне життя
У 1947 році вступив до Соціал-демократичної партії Фінляндії. Доктор філософських наук із 1956 року. У 1966—1967 і 1972 рр. став міністром фінансів. У 1968—1970 і 1979—1981 рр. був прем'єр-міністром Фінляндії.
У 1982 році, після відставки Урго Кекконена, став президентом Фінляндії. За 12 років правління Койвисто Фінляндія пережила економічний спад, однак йому вдалося вивести країну з цієї кризи.

## Зовнішньополітичний курс
Спочатку дотримувався зовнішнього курсу Кекконена. Це виражалося в прагненні встановлення близьких стосунків із керівництвом СРСР, а також в обережності, тобто уникнення будь-яких конфліктів із керівництвом Радянського Союзу.
У 1990 році після того, як президент Койвисто в програмі YLE TV2 «Аянкохтайнен Какконен» сказав, що інгерманландські фіни мають право на репатріацію, а СРСР погодився з їх виїздом із країни, почався процес репатріації інгерманландських фінів. Уряд Фінляндії підтримував імміграцію в країну переселенців з країн колишнього Радянського Союзу, які мають фінно-угорські коріння, до 2011 року Президент підписав закон про скасування репатріації інгерманландців.
У 1991 році після розпаду СРСР був здійснений поворот у зовнішній політиці. У вересні 1991 року Фінляндія вийшла з Договору про дружбу, співробітництво і взаємодопомогу. У 1991 році Койвисто визнав, що Фінляндія може вступити до ЄС.
23 липня 2011 став найстаршим серед колишніх президентів Фінляндії, побивши колишній віковий рекорд першого президента країни Каарла Юго Столберґа.
Помер 12 квітня 2017 року у Фінляндії.